# Law of the Lawless
The Law of the Lawless es una película de generó drama perdida de 1923 dirigida por Victor Fleming.

## Protagonistas
- Dorothy Dalton como Sahande
- Charles de Rochefort como Costa (acreditado como Charles De Roche)
- Theodore Kosloff como Sender
- Tully Marshall como Ali Mechmet
- Fred Huntley como Osman
- Margaret Loomis como Fanutza
- Frank Coghlan, Jr.
- "Beneva", más conocido como "Thunder the Dog" (Sin acreditar)